# Aernout van Lennep
Aernout van Lennep   (Den Helder, 23 de febrer de 1898 - la Haia, 17 de desembre de 1974) va ser un militar i genet neerlandès, que va competir durant la dècada de 1930.
El 1932 va prendre part en els Jocs Olímpics de Los Angeles, on va disputar dues proves del programa d'hípica, amb el cavall Henk. Va guanyar la medalla de plata en la prova del concurs complet per equips, mentre en la del concurs complet individual fou novè.
Van Lennep va ser oficial d'artilleria i va guanyar els campionats militars neerlandesos de 1931. Va ser fet presoner de guerra a Alemanya durant la Segona Guerra Mundial i durant la dècada de 1950 fou ascendit a tinent coronel.